# ارنی بیتمن
ارنی بیتمن (انگلیسی: Ernie Bateman; ۵ آوریل ۱۹۲۹ – ۱۸ سپتامبر ۲۰۱۸) بازیکن فوتبال اهل بریتانیا بود.
از باشگاه‌هایی که در آن بازی کرده‌است می‌توان به باشگاه فوتبال واتفورد، باشگاه فوتبال سیتینگبورو، و باشگاه فوتبال همل همپستید تاون اشاره کرد.